# يمامة الإنكا
يمامة الإنكا أو يمامة مكسيكية (الاسم العلمي: Columbina inca)، هي حمامة صغيرة من العالم الجديد. وصف هذا النوع لأول مرة من قبل الجراح وعالم الطبيعة الفرنسي رينيه ليسن في عام 1847. ويصل طوله إلى 16.5-23 سم (6.5-9.1 بوصة) ويزن 30-58 جم (1.1-2.0 أونصة). يبلغ متوسط طول جناحي يمامة الإنكا 28.5 سم، ويبلغ أقصى طول لجناحيها 32 سم. نحيفة البدن، جسمها رمادي-بني مغطى بالريش الذي يشبه النمط المتدرج. الذيل طويل ومربع ومحاط بالريش الأبيض الذي قد يُضيء أثناء الطيران. الأجنحة السفلية حمراء، مثل اليمامات الأرضية الأأخرى، وعند الإقلاع، تصدر الأجنحة رفرفة مميزة وهادئة.